# Hyperolius leleupi
Hyperolius leleupi és una espècie de granota de la família dels hiperòlids que viu a la República Democràtica del Congo.
Està amenaçada d'extinció per la pèrdua del seu hàbitat natural.